# Trichosanthes trifolia
Trichosanthes trifolia là một loài thực vật có hoa trong họ Cucurbitaceae. Loài này được (L.) Blume miêu tả khoa học đầu tiên năm 1826.